# Носков (фамилия)
Носков — русская фамилия, ведущая своё происхождение от внутрисемейных личных прозвищ Носко или Носок, которые были связаны с такой частью человеческого внешнего вида как нос. Эта фамилия не имеет никакого отношения к носкам, как элементам современного мужского туалета.
Обычно прозвищем Носок обладали люди с маленькими носами, однако в некоторых случаях это прозвище носили обладатели больших носов, для которых суффикс -ок подчёркивал иронический оттенок фамилии. Например, в русских летописях фигурируют член совета князя Черниговского князь Александр Иванович Нос (1429 год), крестьянин Павлик Носко (1495 год) и многие другие.
Возможно также, что фамилия Носков восходит к дохристианскому личному имени Носко, которое аналогичным образом давалось детям, имеющим при рождении носы необычной формы (слишком крупные, маленькие и т.п.)